# Eufroggattisca okinavensis
Eufroggattisca okinavensis är en stekelart som först beskrevs av Ishii 1934.  Eufroggattisca okinavensis ingår i släktet Eufroggattisca och familjen fikonsteklar. Inga underarter finns listade i Catalogue of Life.